# Europese kampioenschappen boogschieten 2017 (indoor)
De Europese kampioenschappen indoorboogschieten 2017 waren door de World Archery Europe (WAE) georganiseerde kampioenschappen voor boogschutters. De zestiende editie van de Europese kampioenschappen vond plaats in het Franse Vittel van 7 tot en met 12 maart 2017.

## Resultaten

### Recurve

#### Individueel
|        | Heren                  | Dames              |
| ------ | ---------------------- | ------------------ |
| Goud   | David Pasqualucci      | Veronika Marchenko |
| Zilver | Dan Olaru              | Evgeniia Timofeeva |
| Brons  | Jean-Charles Valladont | Angeline Cohendet  |

#### Team
|        | Heren                                                  | Dames                                                   |
| ------ | ------------------------------------------------------ | ------------------------------------------------------- |
| Goud   | David Pasqualucci Massimiliano Mandia Marco Galiazzo   | Natalia Lesniak Wioleta Myszor Karolina Farasiewicz     |
| Zilver | Jean-Charles Valladont Olivier Tavernier Florent Mulot | Angeline Cohendet Tiffanie Banckaert Audrey Adiceom     |
| Brons  | Bair Tsybekdorzhiev Artem Makhnenko Galsan Bazarzhapov | Veronika Marchenko Lidiia Sichenikova Anastasia Pavlova |

### Compound

#### Individueel
|        | Heren           | Dames               |
| ------ | --------------- | ------------------- |
| Goud   | Jacopo Polidori | Alexandra Savenkova |
| Zilver | Mike Schloesser | Sarah Prieels       |
| Brons  | Stephan Hansen  | Marcella Tonioli    |

#### Team
|        | Heren                                             | Dames                                                  |
| ------ | ------------------------------------------------- | ------------------------------------------------------ |
| Goud   | Jacopo Polidori Sergio Pagni Michele Nencioni     | Erika Anear Sarah Sonnichsen Tanja Jensen              |
| Zilver | Mike Schloesser Pim Van de Ven Peter Elzinga      | Marcella Tonioli Irene Franchini Laura Longo           |
| Brons  | Alexander Dambaev Anton Bulaev Viktor Kalashnikov | Alexandra Savenkova Mariia Vinogradova Natalia Avdeeva |